# Lensworld-Kuota
El Lensworld-Kuota (Código UCI: LWK) es un equipo ciclista femenino de Bélgica de categoría amateur a partir de la temporada 2018.

## Historia
Durante la temporada 2016-2017 hizo parte de la categoría UCI Women's Team, máxima categoría femenina del ciclismo en ruta a nivel mundial.

## Material ciclista
El equipo utiliza bicicletas Kuota y componentes 

## Clasificaciones UCI
Las clasificaciones del equipo y de su ciclista más destacado son las siguientes:
| Temporada | Clasificación por equipos | Mejor corredor            | Posición |
| 2016      | 18.º                      | Maria Giulia Confalonieri | 34.º     |
| 2017      | 16.º                      | Maria Giulia Confalonieri | 31.º     |

## Palmarés
Para años anteriores véase: Palmarés del Lensworld-Kuota.

### Palmarés 2018

#### UCI WorldTour 2018
| Fechas | Carreras | Ganadora |
|        |          |          |

#### Calendario UCI Femenino 2018
| Fechas | Carreras | Ganadora |
|        |          |          |

#### Campeonatos nacionales
| Fechas | Carreras | Ganadora |
|        |          |          |

## Plantillas
Para años anteriores, véase Plantillas del Lensworld-Kuota

### Plantilla 2017
| Integrantes del equipo 2017 | Integrantes del equipo 2017 | Integrantes del equipo 2017             | Integrantes del equipo 2017 |
| Corredor                    | Fecha de nacimiento         | Equipo previo                           |                             |
| --------------------------- | --------------------------- | --------------------------------------- | --------------------------- |
| Alice Maria Arzuffi         | 19 de noviembre de 1994     | Inpa Sottoli Bianchi Giusfredi (2015)   |                             |
| Maria Giulia Confalonieri   | 30 de marzo de 1993         | Alé Cipollini (2015)                    |                             |
| Annalisa Cucinotta          | 4 de marzo de 1986          | Alé Cipollini (2016)                    |                             |
| Kim de Baat                 | 29 de mayo de 1991          | Parkhotel Valkenburg Continental (2014) |                             |
| Tatiana Guderzo             | 22 de agosto de 1984        | Hitec Products (2016)                   |                             |
| Kaat Hannes                 | 21 de noviembre de 1991     | Topsport Vlaanderen-Pro-Duo (2015)      |                             |
| Maaike Polspoel             | 28 de marzo de 1989         | Liv-Plantur (2015)                      |                             |
| Tetyana Riabchenko          | 28 de agosto de 1989        | Inpa-Bianchi (2016)                     |                             |
| Anouk Rijff                 | 6 de abril de 1996          | Lotto Soudal Ladies (2016)              |                             |
| Winanda Spoor               | 27 de enero de 1991         | Jan van Arckel (2015)                   |                             |
| Grace Verbeke               | 12 de noviembre de 1984     | Cyclelive Plus-Zannata (2013)           |                             |
| Nathalie Verschelden        | 26 de julio de 1994         | Keukens Redant (2016)                   |                             |
|                             |                             |                                         |                             |
| Fuente: UCI                 |                             |                                         |                             |